# Турунтаевская волость (Томский уезд)
Турунта́евская во́лость — административно-территориальная единица, входившая в состав Томского уезда Томской губернии в 1911—1925 гг.
Административный центр — село Турунтаево, ныне расположенное в восточной части Томского района Томской области.

## Расположение
Волость была расположена в юго-восточной части Томского уезда на границе с Мариинским уездом; объединяла сёла и деревни вдоль Иркутского тракта: Халдеево, Мазалово, Подломск, Ново-Рождественка, Романовка, Урбей и другие. Это преимущественно те селения, которые раскинулись на левобережье поймы реки Яи, — по малым рекам (левые притоки Яи) Куль, Куйла, Ташма, Татул и др.
Входила в состав Томского уезда Томской губернии. От Томска село Турунтаево находится в восточном направлении на расстоянии (по прямой) в 60 вёрстах, по дорогам расстояние составляет ок. 80 вёрст (ок. 85 км).
Окружение волости:
| северо-запад: Семилуженская волость | север: Ново-Кусковская волость | северо-восток: Зырянская волость (Вороно-Пашенская волость) |
| запад: Семилуженская волость        | Турунтаевская волость          | восток: Зырянская волость                                   |
| юго-запад: Судженская волость       | юг: Ишимская волость           | юго-восток: Ишимская волость                                |

В западной части волости от Томско-Иркутского тракта северо-восточным ответвлением шёл гужевой тракт к Ново-Кусковской и Зачулымской волостям.

## История
Административный центр — село Турунтаево (иногда писали: Турунтаевское).
В конце XVI века в Сибирь входит войско Московского Царя (отряды стрельцов под руководством воевод и отряды казаков), которые прежде всего должны были завершить войну с войсками Белой Орды хана Кучума, а также по приглашению сибирских татар (в том числе князьца Мелесца, предводителя чулымцев-мелессцев) для защиты этих оседлых народов от разорений разбойничающими кочевниками. Вдоль Оби и Иртыша, а затем и у Енисея появляются опорные русские крепости (остроги), в том числе с 1604 года — Томский острог.
Ещё некоторое время киргизско-енисейские ханы совершали опустошительные набеги на селения от Енисея до Томска. Летом 1621 года отряд казаков и служилых из Томской крепости под началом Молчана Лаврова и Осипа Кокарева поставил Мелесский острог в устье реки Кемчуга, при впадении её в Чулым-реку, в 370 вёрстах восточнее Томска. Чуть ранее, за три года до возведения Мелесского острога, тот же отряд под водительством Молчана Лаврова и Осипа Кокарева ставил южный томский бастион — Кузнецкий острог.
Несмотря на то, что уже были возведены восточнее Томска Семилуженский и Мелесский остроги, киргизы и джунгары весьма часто беспокоили местное население. В связи с этим был построен Ачинский острог (две сотни вёрст восточнее современного села Турунтаево).
С XVII века, к востоку от Томского острога начали обживать места и заниматься заготовками фуража, охотным и рыбным промыслом выводимые за крепость служилые люди—казаки. Однако крестьянствование было в ту пору опасным делом. Поселения возникают сначала как казачьи заставы и засеки с рядом расположенным семейным хутором. Эти выдвинутые вперёд малые охранно-оборонные пункты были всегда готовы к возможным набегам кочевников и должны были предупреждать о грядущем нападении гарнизон Томского острога.
В 1680 году на левом берегу речки Ташма возникла деревня, основанная томским служилым пешим казаком Афанасием Турунтаевым. В то время «домовитые крестьяне» выезжали на новые вольные места, которые они выбирали прежде всего с коммерческой составляющей — то есть преимущественно вблизи тракта или оживлённого водного пути. Именно в этом месте в те времена формировался гужевой Сибирский тракт от Москвы до Байкала, который и сегодня томичи называют Иркутским трактом.
С начала XVIII века заимка Турунтаевых становится казённой деревней, которая входит в состав земель Томского уезда (округа) Сибирской, Тобольской губернии (наместничества), одно время существовавшего Сибирского царства (XVIII век), и, наконец, Томской области (конец XVIII века). Уже с первой половины XVIII века доминирующим народом в Обь-Енисейском междуречье Южной Сибири стали русские и социально-культурное развитие территории шло в русле русской ментальности и российской государственности. С 1804 года по май 1925 года Турунтаево и окрестные селения находилось в составе Томской губернии.
Турунтаево было небольшим селом, цепочкой вытянувшимся вдоль тракта, который проходил по центральной и единственной улице, теперь известной в селе как улица Октябрьская. Сельское население занималось в основном хлебопашеством, охотой, рыболовством на реках Ташма и Яя. Были распространены и домашние промыслы — льнопрядение, ткачество. Здесь имелись свои ремесленники, кузнецы, шорники, колесники, пимокаты, сапожники, портные и кожевники. Помимо этого в город на продажу вывозили мясо, зерно, дрова, фураж.
В период с 1804 по 1898 год село Турунтаево было в составе Семилуженской волости Томского округа (уезда) Томской губернии, с 1898 по 1911 — в составе Ишимской волости Томского уезда Томской губернии.
Началом нового этапа в освоении земель Сибири стала реформа графа П. Д. Киселёва, где предполагалось переселение государственных крестьян из центральных малоземельных (нечернозёмных) районов России. В 1837 году он наметил ряд мер по решению аграрных проблем в центре России. Одна из них — подобное крестьянское переселение в Сибирь.
К началу XX века Турунтаево было уже довольно крупным селом. По архивным материалам не позднее 1911—1912 года крестьяне схода окрестных сёл и деревень приняли решение о создании своей, Турунтаевской волости.
Томское губернское правление не позднее 1912 года выделило из состава Ишимской волости новую Турунтаевскую волость в составе окрестных сельских общин с административным центром в селе Турунтаево. Здесь спешно размещаются органы местного (волостного, земского) самоуправления, — в соответствии с уложениями Империи. В том числе волостное управление и полицейский участок. Волость относилась к территориям 2-го томского межволостного участка крестьянского управления. Вновь образованная волость располагалась по левому берегу среднего течения реки Яя.
В волостном центре имелись школа, крупная купеческая лавка, большая церковь, мастерские ремесленников.
Волость просуществовала около 14 лет, до советской административной реформы (май 1925 года). Её преемником будет Турунтаевский район Сибирского края.
Транссибирская железнодорожная магистраль и Столыпинская реформа содействуют новой волне русского крестьянского переселенческого движения, которое становится по-настоящему массовым с 1892 года по 1895 годы.
Основные волны переселенцев были крестьянами из европейской части Российской империи.
В период 1917 года страна пережила две революции, результатом которых в 1918 году стала Гражданская война. События тех лет отразились и в турунтаевской истории. Так, после установления летом 1918 года в Сибири власти белых, местное население пережило несколько волн мобилизации юношей и мужчин в Сибирскую (томскую) армию Колчака. Мобилизации носили жёсткий характер и летом 1919 года в окрестностях Турунтаево действовали группы красных партизан. В декабре 1919 года наступающая Красная Армия вытеснила колчаковцев за Енисей, к Байкалу.
В 1920 году были сформированы новые органы управления волостью: Турунтаевский межволостной райком РКП(б), волостной Совет крестьянских, рабочих и солдатских депутатов, волисполком, волвоенкомат, волотдел ВЧК и милиции, прокуратура и суд. В мае 1920 года был также сформирован Турунтаевский сельсовет.
В 1923—1926 (в основном в 1925) Сибревком предпринимает несколько попыток изменения административно-территориального устройства сибирских губерний. В результате реформ летом 1925 года Турунтаевская волость реорганизуется в Турунтаевский район (границы его совпадали с юрисдикцией территориальной межволостной организации Турунтаевский райком РКП(б)). Заново формируются райсовет, райисполком, райотдел милиции, райвоенкомат, районная прокуратура, районный суд и должан издаваться районная газета (орган райкома партии).
Турунтаевский район в момент формирования относился к Томскому уезду Томской губернии (до августа 1925), затем входил в состав Томского округа вновь образованного Сибирского края (1925—1930 гг.).
В ходе последующих продолжающихся в СССР административно-территориальных реформ 1923—1945 гг. село Турунтаево в 1930 году потеряет административный статус и станет населённым пунктом в составе Ишимского района Томского округа в Сибирском, затем — в Западно-Сибирском крае.
С 10 декабря 1932 по 1933 год село будет относиться к Томскому району Томского округа ЗапСиб-края. С 10 апреля 1933 года по 20 ноября 1935 — в составе сельской местности Томского горсовета. C 1935 по 1937 — село входит в Туганский район Томского округа ЗапСиб-края. В 1937—1944 гг. село — в Туганском районе Томского округа Новосибирской области.
С августа 1944 года и по настоящее время Турунтаево — это село в Томской области (до 1963 — в Туганском, с 1963 по настоящее время — в Томском районах).
В 2014 году силами общественных активистов села Турунтаево здесь был организован историко-культурный центр «Турунтаевская волость» (общественная организация).

## Родившиеся в Турунтаевской волости
- Иван Павлович Дикович (1915—1991) — ветеран-орденоносец Великой Отечественной войны (кавалер ордена солдатской Славы III степени, кавалер боевых орденов Красной Звезды и Отечественной войны, награждён многими медалями), ветеран труда.
- Николай Яковлевич Дорохов (1920—1994) — ветеран-орденоносец Великой Отечественной войны, Герой Советского Союза.
- Михаил Тихонович Котовцев (род. 16.11.1920 в д. Урбей Турунтаевской волости) — ветеран-орденоносец Великой Отечественной войны (защитник Ленинграда), ветеран труда.
- Анна Ивановна Молоканова (род. 16.11.1920 в Турунтаево) — ветеран-орденоносец Великой Отечественной войны, ветеран труда.
- Алексей Ефимович Коломников (род. ок.1920 в Турунтаево) — ветеран-орденоносец (кавалер ордена Трудового Красного Знамени) шахтёрского труда на Анжеро-Судженских копях.
- Павел Ефимович Коломников (род. ок.1924 в Турунтаево) — ветеран-орденоносец (кавалер ордена Ленина и ордена Трудового Красного Знамени) шахтёрского труда на Анжеро-Судженских копях.